# Ryan Stiles
Ryan Lee Stiles, född 22 april 1959 i Seattle, Washington, är en amerikansk skådespelare, komiker och producent. Han är känd som improvisatör i programserien Whose line is it anyway?.

## Biografi
Stiles föddes i Seattle, Washington, yngst av fem syskon. När han var tio år gammal flyttade hans familj till Richmond, British Columbia. Vid 17 års ålder hoppade han av skolan för att försöka sig på en karriär som komiker. Han jobbade på sin fars fiskfabrik för att betala hyran samtidigt som han gjorde stå upp-sketcher bland Vancouvers nattklubbar. År 1986 gick han på audition för den kanadensiska Saturday Night Live-motsvarigheten, The Second City. Han kom med och detta betydde mycket för hans fortsatta karriär. År 1990 fick de brittiska producenterna för Whose line is it anyway? upp ögonen för honom och han kom att ingå i den fasta ensemblen. År 1995 började han samarbeta Drew Carey i dennes komediserie The Drew Carey Show. Stiles spelade där Drews smarta men något udda kompis, Lewis Kiniski. Stiles och Carey fortsatte sitt samarbete då de började producera Whose line is it anyway? på amerikansk TV. Från 1998 var Carey programledare och Stiles ingick i den fasta ensemblen. Båda var även exekutiva producenter. Stiles gjorde här imitationer av kändisar som Carol Channing och John Wayne.

## Filmografi i urval
- Hot Shots!
- Hot Shots! Part Deux
- Rainbow War

## TV-serier i urval
- 2 1/2 män
- The Drew Carey Show
- Whose line is it anyway?
- Galen i dig
- Parker Lewis Can't Lose
- Dharma & Greg

## Reklamjobb
- Slim Jim
- Pizza Hut
- Lotto 6-49
- FedEx Kinko's
- Progressive Auto Insurance